# Bounga (Barndaké)
Pour les articles homonymes, voir Bounga.
Bounga est un village du Cameroun situé dans la Région du Nord, dans le département de la Bénoué. Il dépend de l'arrondissement de Mayo-Hourna et de la commune de Barndaké, créée en 2007. Il fait partie du lamidat de Garoua.

## Population
Lors du recensement de 2005 réalisé par le Bureau central des recensements et des études de population (BUCREP)
, 297 habitants y ont été dénombrés.

## Climat
Bounga bénéficie d'un climat tropical avec une saison des pluies qui a lieu durant l'été. La température annuelle moyenne est de 27,8 °C et il tombe en moyenne 972 mm de pluie par an.

## Ressources naturelles
Bounga dispose de zones de chasse dans les zones forestières et le long des cours d’eau.